# Grande circulação

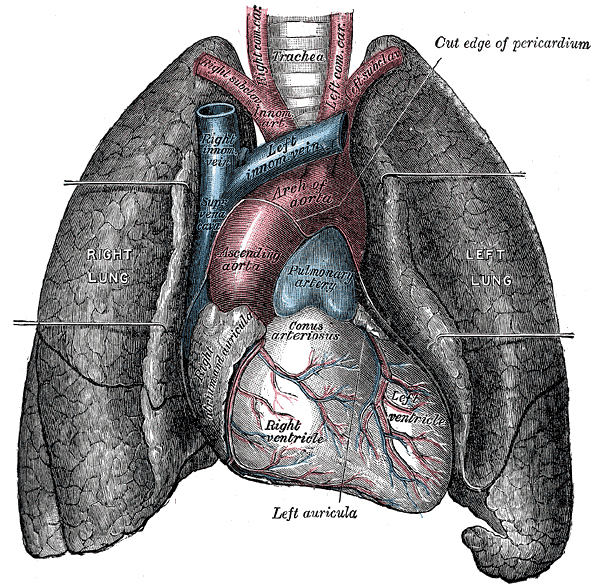
Coração e pulmões (Gray's Anatomy, 1918).

Grande circulação, também chamada circulação sistêmica ou circulação geral um dos circuitos da circulação sanguínea dupla, entre o coração e todo o organismo. O sistema circulatório transporta o sangue oxigenado para longe do coração e retorna o sangue desoxigenado para o coração. Na grande circulação, o sangue do ventrículo esquerdo vai para todo o organismo, através da aorta, e retorna até o átrio direito através das veias cavas. É uma circulação entre o ventrículo esquerdo e o átrio direito do coração.
O sangue arterial é bombeado pela contração do ventrículo esquerdo para a artéria aorta. Ao bombear esse sangue ocorre a abertura de uma válvula presente na aorta que é chamada de válvula aórtica ou semilunar, ao passar todo o volume do sangue que será distribuído nos órgãos e tecidos, ocorre o fechamento dessa válvula produzindo assim a segunda bulha cardíaca.
Da aorta derivam numerosos ramos que levam o sangue à várias regiões do organismo, onde o sangue realiza trocas de substâncias com os tecidos, necessárias para manutenção da homeostasia e também de onde o oxigênio é consumido.
Da croça da aorta (parte recurvada da aorta), partem as artérias subclávias, que vão aos membros superiores, e as artérias carótidas, as quais levam o sangue ao cérebro.
Da aorta torácica partem as artérias bronquiais (que vão aos brônquios e aos pulmões), as artérias do esôfago e as artérias intercostais. O sangue venoso, que nesta etapa da circulação é pobre em oxigênio (ao contrário do que acontece na pequena circulação), retorna ao coração pelas veias cavas, introduzindo-se no átrio direito. Do átrio direito, o sangue passa para o ventrículo direito através do orifício atrioventricular, onde está a valva tricúspide.
A aorta, ponto de início da grande circulação, parte do ventrículo esquerdo e forma um grande arco, que se dirige para trás e para a esquerda (croça da aorta), seguindo verticalmente para baixo ao longo da coluna vertebral, atravessando depois o diafragma e penetrando na cavidade abdominal. Ao fim do seu trajeto, a aorta se divide nas duas artérias ilíacas, que vão aos membros inferiores.
Fazem parte da grande circulação:
Artérias
Artéria carótida comum esquerda
Artéria carótida comum direita
Artéria subclávia esquerda
Artéria subclávia direita
Artéria axilar esquerda
Artéria axilar direita
Artéria braquial esquerda
Artéria braquial direita
Artéria carótida interna
Artéria carótida externa
Artéria tireóidea
Artéria lingual
Artéria facial
Artéria maxilar
Artéria occipital
Artéria temporal superficial
Veias
Veia cava superior
Veia cava inferior
Veia braquiocefálica esquerda
Veia braquiocefálica direita
Jugular interna direita
Jugular interna esquerda
Veia subclávia esquerda
Veia subclávia direita
Veia axilar direita
Veia axilar esquerda.